# Giuliano Pariz
Giuliano Pariz de Lima, mais conhecido como Giuliano Pariz (São Mateus, 5 de março de 1973), é um ex-futebolista e treinador brasileiro. Atualmente está no Capixaba.

## Carreira
Quando jogava futebol, Giuliano passou por vários clubes brasileiros mas foi no Vitória que obteve maiores êxitos. No clube baiano conquistou três títulos estaduais e ainda foi vice-campeão brasileiro em 1993.
Após encerrar a sua carreira em 2006, no mesmo ano, Giuliano ingressou na carreira de técnico, aonde já passou por clubes como Jaguaré, Rio Bananal, Rio Branco-ES, Pinheiros, Sport Capixaba e Gama.
Na temporada final de 2009 e início de 2010, treinou o Rio Branco-ES. Foi dispensado em abril de 2010.
Após comandar o Jaguaré no início Capixabão 2025, Giuliano é contratado para comandar o Capixaba na reta final da competição.

## Títulos
Vitória
- Campeonato Baiano - 1992, 1995 e 1996

Sampaio Corrêa
- Campeonato Maranhense - 2002 e 2003

## Como treinador
Botafogo de Jaguaré
- Campeonato Capixaba - Série B: 2011[7]

Jaguaré
- Copa Espírito Santo: 2007[7]